# Méringue
El méringue (pronunciación en francés: /meʁɛ̃ɡ/; en criollo haitiano: mereng), también llamado méringue lente o méringue de salon (méringue lento o de salón ), es una música bailable y símbolo nacional en Haití. Es un estilo musical que se basa en cuerdas y que se toca en laúd, guitarra, una sección de trompetas, piano y otros instrumentos de cuerda (a diferencia del merengue que se basa en el acordeón), y se canta generalmente en criollo haitiano y francés, así como en inglés y español.

## Historia
El méringue tiene grandes influencias de la contradanza europea, así como influencias afrocaribeñas de La Española. La mezcla de culturas africanas y europeas dio paso a música bailable popular, tocada con instrumentos acústicos simples por artistas que no necesitaban teatros ni micrófonos para demostrar su arte. El término merengue, un dulce de azúcar y huevo batido popular en la Francia del siglo XVIII, se adoptó presuntamente debido a que capturaba la esencia de la naturaleza ligera del baile en el que uno cambia con gracia el peso de un pie a otro en un movimiento muy fluido, animando la sección final de la kontradans haitiana. Se dice que el carabinier, una danza de Haití que se originó en la época de la revolución haitiana, combinaba bailes europeos acompañados de influencias de los Kongo, derivando de una sección de kontradans y se dice que evolucionó hasta convertirse en el méringue. No obstante, como casi todas las danzas latinoamericanas, el méringue puede rastrear sus orígenes hasta la contradanza, una danza francesa que fue muy popular en Europa, y a su criollización por medio del uso de tambores, canto poético, la forma de canto antifonal e imitaciones de elementos de las danzas de la élite colonial por parte de los mulatos y los esclavos negros que ya habían empezado a transformar el género.

## Orígenes
Tanto el público haitiano de élites como el de las clases populares han llamado propio el méringue como una expresión representativa de los valores culturales haitianos. Compositores haitianos de élite, muchos de los cuales se formaron en Europa y componían con un estilo de influencia europea, emplearon el méringue como vehículo para sus talentos creativos. Compositores como Occide Jeanty, su padre Occilio, Ludovico Lamothe, Justin Elie, Franck Lassègue o Fernand Frangeul escribieron méringues para solos de piano y, ocasionalmente, para pequeños ensambles de instrumentos de viento. A menudo, estos méringues de élite recibían nombres de personas, por ejemplo, Ocho días de estancia en Cap (Haïtien) de François Manigat. El méringue se basa en un ritmo de cinco notas, conocido en francés como quintolet y en español (de Cuba) como cinquillo. El cinquillo se subdivide de manera desigual, dando una sensación apropiada de «largo-corto-largo-corto-largo». Mientras que el méringue de concierto tendía a usar la versión sincopada, solistas de piano haitianos, como Ludovic Lamothe, tendían a tocar el cinquillo más como cinco pulsos regulares, dando al merengue una sensación más suave y sutil. Maria de Occide Jeanty fue escrita para la Musique du Palais, la banda presidencial oficial de la República de Haití. Jeanty fue director en jefe y compositor del grupo y escribió la mayor parte del repertorio de presentaciones. El cinquillo en «María» es la versión sincopada, apareciendo primero en los saxofones y cuernos, luego respondido por flautas, clarinetes y trompetas. La mayoría del méringue para bandas de concierto siguió este patrón, manteniendo la figura del cinquillo moviéndose de registros bajos a altos, permitiendo así que la melodía alternara el ritmo del méringue con notas sostenidas y fuertemente vibradas. Las partes de la percusión también alternan el pulso musical y el ritmo del cinquillo, dándole al merengue una cadencia adicional. Los méringues también eran usados por el público de las clases populares en épocas de Carnaval, especialmente en el siglo XIX. A diferencia del méringue de las élites, destinado a su uso en las pistas de baile, el méringue de carnaval estaba dirigido a los miembros de las élites de la sociedad haitiana, bien criticando a personas impopulares en el poder o bien ridiculizando sus idiosincrasias. Los insultos formulaicos del méringue de carnaval haitiano tenían cierta similitud con el estilo temprano del calipso picong, o «punzante».

## Ritmo
Se puede encontrar una influencia de los Kongo en la figura rítmica persistente que dio estructura a las melodías del méringue, un patrón sincopado de cinco tiempos (a menudo descrito como «dak-ta-dak-ta-dak») tomado de la kata (línea de tiempo) para el ritmo vudú llamado kongo y el ritmo de las bandas de carnaval y rara, llamado rabòday. La danza incorporó un énfasis en un suave balanceo de las caderas que se aprecia en muchos bailes caribeños. En Haití, este movimiento es llamado a veces gouyad (verbo del francés gouye, a su vez del francés grouiller, mover o agitar) o mabouya, el nombre del lagarto más grande de la isla.

## Cultura popular
Como muchos otros estilos caribeños, el méringue es interpretado por músicos que suelen ser anónimos y, si bien su música sigue aún muy viva, se les suele llamar «tradicionales». Haïti Chérie es una canción que reúne a las mejores bandas tradicionales de méringue presentando un repertorio de clásicos en su mayoría anónimos. Una excepción notable es una canción llamada Choucoune, conocida comúnmente como «Ti Zwazo», un antiguo méringue con letras del poeta haitiano Oswald Durand. El cantante estadounidense Harry Belafonte lo popularizó internacionalmente con el título de Yellow Bird, y ahora a menudo se le presenta erróneamente como un mento jamaiquino.